# ピートモス

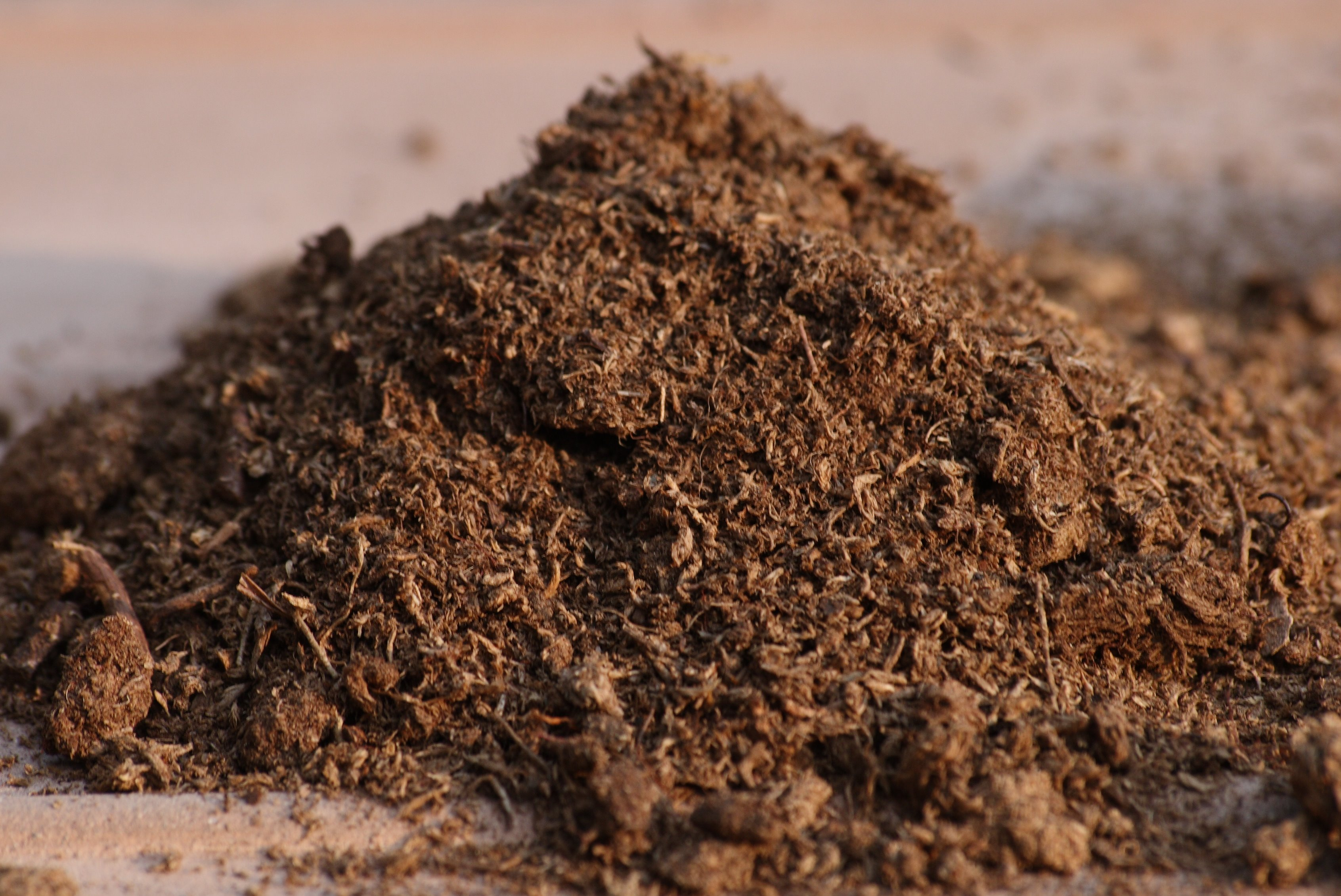
ピートモス

ピートモス （英: Peat moss）とは、湿性植物のミズゴケ類などが寒冷地の湿地に堆積して腐熟分解したもの。泥炭（ピート）を洗浄して選別し、乾燥、切断、ふるい分けした泥炭加工物の一種である。農業や園芸用土、土壌改良材などに用いられる。

## 概要
工業的には泥炭地から採取した泥炭を乾燥粉砕してpH調整などを行ったものである。泥炭植物にはミズゴケのほか、ヨシ、スゲ、ヌマガヤ、ヤナギなどを含むが、ほとんどの国で産出されているものはミズゴケが大部分である。
ピートモスは植物が部分的に泥炭化した物質であり、主成分としてリグニンとセルロースを含んでいる。リグニンは遷移金属のような溶存物質に対して高い特異的吸着性能を示すため、油の吸着保持や生分解が期待される。

## 用途

### 園芸分野
保水性、通気性、保肥力が良く、土壌を軟らかくする物理性の改良のために園芸用培土として用いられる。糸状菌、バクテリア、害虫、雑草種子の影響がないこと、分解しにくく効果が持続すること、二次発酵によるガス害などがないことなどの利点がある。
ピートモス自体には肥料効果は無く、pH3.5から5.5の強酸性のため園芸用培土としては石灰等により中和されている。
なお、ピートモスは過度に乾くと水を弾くようになるため、保存中は湿度に注意する必要がある。

### 土壌改良剤
土壌改良剤としては土壌の保水性、通気性および保肥性の改善のために用いられる。

### 畜産分野
畜産分野では悪臭低減のために豚舎や鶏舎などで敷料などに用いられる。ヨーロッパではウインドレス鶏舎において生物学的脱臭法であるピートモス脱臭装置が開発され利用されている。
なお、ピートモスには悪臭低減効果があるが、投入不足になると泥濘化が起こりやすくなり悪臭発生源となることがある。